# جولیان پالمیری
جولیان پالمیری (انگلیسی: Julian Palmieri؛ زادهٔ ۷ دسامبر ۱۹۸۶) بازیکن فوتبال اهل فرانسه است.
از باشگاه‌هایی که در آن بازی کرده‌است می‌توان به باشگاه فوتبال المپیک لیون، باشگاه فوتبال کروتونه، باشگاه فوتبال باستیا، باشگاه فوتبال لیل، باشگاه فوتبال پاریس اف سی، و باشگاه فوتبال متس اشاره کرد.
وی همچنین در تیم ملی فوتبال Corsica بازی کرده‌است.